# Alpoyecancingo
Alpoyecancingo är en ort i Mexiko.   Den ligger i kommunen Tlapa de Comonfort och delstaten Guerrero, i den sydöstra delen av landet, 230 km söder om huvudstaden Mexico City. Alpoyecancingo ligger 1 156 meter över havet och antalet invånare är 329.
Terrängen runt Alpoyecancingo är huvudsakligen kuperad, men åt sydväst är den bergig. Alpoyecancingo ligger nere i en dal. Runt Alpoyecancingo är det ganska glesbefolkat, med 36 invånare per kvadratkilometer. Närmaste större samhälle är Tlapa de Comonfort, 13,8 km nordväst om Alpoyecancingo. I omgivningarna runt Alpoyecancingo växer huvudsakligen savannskog.